# 山野楽器
株式会社山野楽器（やまのがっき、英: YAMANO MUSIC CO., LTD.）は日本の楽器・音楽/映像ソフト（CD/DVDなど）や楽器の販売事業、音楽教室事業を行うチェーンストア。本社は東京都中央区銀座四丁目で、創業は1892年（明治25年）、会社設立は1915年（大正4年）。初代社長は山野政太郎。

## 概要
楽器の輸入代理店業も行っており、主にアメリカ合衆国のギターメーカー大手のフェンダー（Fender Musical Instruments Corporation）と同社のスクワイアブランドを取り扱っている。かつてはギブソン（Gibson Guitar Corporation）も取り扱っていたが、2006年（平成18年）12月31日をもってギブソン社との代理店契約は終了し、2007年（平成19年）1月に日本国内ギブソンおよびエピフォンウェブサイトの運営を終了した。
2013年（平成25年）2月に新星堂の楽器部門の「ROCK INN」や音楽教室など店舗事業譲渡を受けた。これと同時に新星堂が輸入代理店業務を執り行っていたリッケンバッカー、カール・ヘフナー、G&L Guitars等の取り扱いも開始している。
本社併設の銀座本店は、日本一公示地価が高い地にあることで知られている。銀座本店は音楽ソフト市場の縮小に伴い、これまで2階から地下1階の下層階にあったCD・DVD売り場を縮小し2019年8月1日に4階に移動、しかし音楽配信の流れが止まらないため2024年7月末で完全終了予定。KDDIのコンセプトショップ「GINZA 456 Created by KDDI」を2020年9月26日に開店している

## 銀座本店のクリスマスツリー
2015年から銀座本店の正面入り口に群馬県嬬恋村産のモミの木を使用したクリスマスツリーが登場し、クリスマスシーズンの銀座の風物詩となっている。
元々は隣接しているミキモト本店が1976年からジャンボクリスマスツリーとして行ってきたが、2014年、ミキモトの店舗改装を理由に39年間の歴史に幕を閉じた。その様子を『モーニングバード』（テレビ朝日）で取り上げたところ、コメンテーターの一人である長嶋一茂が小学校時代からの幼馴染である同社社長の山野政彦に対して「山野、来年からお前がやれよ」と発言したことがきっかけとなり、同所での開催に至ったという経緯がある。このツリーは毎正時になると音楽に合わせてイルミネーションが点灯する仕組みになっている。

## 店舗一覧
銀座本店を始めとして、47店舗を展開する（うち1店舗は管楽器専門店『ウィンドクルー』、5店舗はLM楽器専門店『サウンドクルー』、3店舗は新星堂のロックインを旧店舗引き継いだ『山野楽器ロックイン』）。うち46店舗で「ヤマノミュージックサロン」などの名称で音楽教室を併設している。
大阪府・兵庫県の3店舗以外は全て東京都・神奈川県・千葉県・埼玉県の1都3県に集中して出店している。このうち銀座本店のみ「旗艦店」としている。
2016年から2022年までに新宿、仙台店含め11店舗閉店。
現在山野は店舗販売の過渡期をむかている。
現行店舗および音楽教室の詳細は公式サイト「店舗情報」を参照。

### 存在していた店舗
- 東急日本橋店
- 東急東横店（支店第1号店）
- 東急本店
- 西武池袋店(2021/08閉店）[9]
- 池袋パルコ店 → オンステージヤマノ
- 大丸東京店
- 日本橋高島屋店
- 日本橋三越店
- 新橋店
- 伊勢丹新宿店
- 三越新宿店
- 新宿マイシティ店
- 銀座松坂屋店
- 上野松坂屋店
- 大井町阪急店
- 自由ヶ丘店
- 経堂ジョイフル店
- 成城コルティ店
- 吉祥寺名店会店
- 吉祥寺ターミナルエコー店
- サンロード吉祥寺店
- 東急吉祥寺店
- 東急町田店
- 小田急町田店
- そごう多摩店
- 伊勢丹立川店
- グランデュオ立川店
- 西武八王子店
- セレオ八王子店
- そごう横浜店
- 上大岡店
- 小田急藤沢店
- 十字屋藤沢店
- たまプラーザ東急店 → たまプラーザ テラスに移転後、たまプラーザ テラス店として再出店。
- ミウィ橋本店
- 伊勢丹松戸店
- 奈良屋店→ニューナラヤ店
- 千葉店
- 津田沼パルコ店
- 新浦安店
- 浦和コルソ店
- アトレ丸広店
- 丸広東松山店
- 丸広日新店
- 丸広飯能店
- 丸広東飯能店
- 丸広南浦和店
- 丸広上尾店
- デオシティ新座店
- そごう心斎橋店
- 札幌店
- 札幌パルコ店
- そごう札幌店
- 新札幌店
- さっぽろ東急店
- 札幌松坂屋店
- 札幌ロフト店
- 函館店
- 仙台店
- そごう広島店
- 福岡イムズ店
- 小倉店 - 小倉そごう閉店後、小倉東映会館に移転。その後I'm小倉店として再移転後、閉店。

#### 新星堂から継承した店舗
- ららぽーと新三郷店（旧 新星堂 ロックインミュージック ららぽーと新三郷店）
- サウンドクルー新三郷（同上）
- サウンドクルー宇都宮（旧 新星堂 ロックイン宇都宮店）
- ロックイン天王寺（旧 新星堂 ロックイン 天王寺ミオ店）
- ロックイン博多（旧 新星堂 ロックイン キャナルシティ博多店）